# Antonio Aleotti
Antonio Aleotti (Argenta, post 1450 – XVI secolo) è stato un pittore italiano.

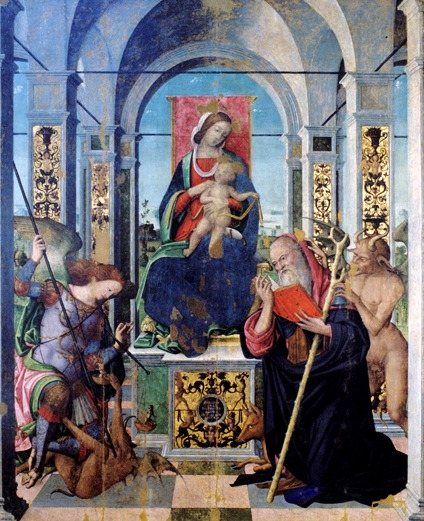
Il dipinto Madonna in trono col Bambino, sant'Antonio Abate e l'arcangelo Michele conservato presso la Pinacoteca Comunale di Cesena.

Alcuni suoi dipinti sono custoditi nella Pinacoteca Nazionale di Ferrara e la Pinacoteca Comunale di Cesena.
Appartenente alla scuola di Ferrara, è però in ritardo, ispirandosi ancora ai muranesi Vivarini su finire del XV secolo.